# Superpohár UEFA 1980
Sedmý ročník Superpoháru UEFA se odehrával na dva zápasy mezi vítězem Poháru vítězů pohárů v ročníku 1979/80 – Valencia CF a vítězem Poháru mistrů evropských zemí v stejném ročníku – Nottingham Forest FC, který titul obhajoval.

## Zápas

### 1. zápas
| 25. listopadu 1980   |       |             |                                                                |
| Nottingham Forest FC | 2 : 1 | Valencia CF | City Ground, Nottingham diváci: 12.463 rozhodčí: Alexis Ponnet |
| Bowyer 57', 89'      |       | 47' Felman  | City Ground, Nottingham diváci: 12.463 rozhodčí: Alexis Ponnet |

### 2. zápas
| 17. prosince 1980 |       |                      |                                                                      |
| Valencia CF       | 1 : 0 | Nottingham Forest FC | Estadi Luis Casanova, Valencia diváci: 29.038 rozhodčí: Franz Wöhrer |
| Morena            |       |                      | Estadi Luis Casanova, Valencia diváci: 29.038 rozhodčí: Franz Wöhrer |

## Vítěz
| Superpohár UEFA 1978 Valencia CF (1. vítězství) |